# Sportivo Patria
Club Sportivo Patria – argentyński klub z siedzibą w mieście Formosa.

## Osiągnięcia
- Udział w mistrzostwach Argentyny Nacional: 1976
- Awans do czwartej ligi Torneo Argentino B: 2004/2005
- Awans do trzeciej ligi Torneo Argentino A: 2005/2006

## Historia
Klub założony został 24 października 1911 i gra obecnie w trzeciej lidze argentyńskiej Torneo Argentino A.